# Skalling Ende
Skalling Ende er Skallingens sydligste spids. Det første fyr på Skallingen blev opført her 1903, men var kun i brug frem til 1909, hvor en stormflod underminerede det. I 1910 blev et nyt fyr oprettet og i 1928 blev fyret opgraderet så lysstyrken blev forøget. Der er dog ikke længere fyr på Skallingen. Blåvand Fyr overtog opgaven. 

## Ekstern henvisning
- Fyrtårn på Skallingen

|  | Denne artikel om lokaliteten Skalling Ende kan blive bedre, hvis der indsættes et (bedre) billede. Du kan hjælpe ved at afsøge Wikimedia Commons for et passende billede eller lægge et op på Wikimedia Commons med en af de tilladte licenser og indsætte det i artiklen. |

55°29.1′N 8°17.6′Ø / 55.4850°N 8.2933°Ø